# Kollagen-Typ 11α2
Kollagen Typ XI, alpha 2 ist ein Kollagen, das vom Gen COL11A2 codiert wird. Es bildet mit dem verwandten Kollagen Typ XI, alpha 1 und dem posttranslational modifizierten Kollagen Typ II, alpha 1 Heterotrimere, die wiederum Kollagenfibrillen vom Typ XI formen.

## Eigenschaften
Kollagen Typ XI, alpha 2 beteiligt sich an den Stoffwechselwegen der Integrine und an der Modifikation von Enzymen. Es spielt außerdem in der Fibrillogenese eine Rolle, indem es das laterale Wachstum der Kollagen-Typ-II-Ketten kontrolliert. Die proteolytische Spaltung der COL11A2-Kette führt zur Produktion des Proteins PARP (engl. proline/arginine-rich protein), das ein Fragment des N-Terminus darstellt.
Mutationen im Gen COL11A2 können zum Weissenbacher-Zweymüller-Phänotyp und zur Oto-spondylo-megaepiphysären Dysplasie führen.